# 塩見岳
塩見岳（しおみだけ）は、長野県伊那市と静岡県静岡市葵区にまたがる標高3,052 mの山である。赤石山脈（南アルプス）中央部に位置し、山頂周辺は南アルプス国立公園の特別保護地区に指定されている。

## 概要
南アルプスの主稜線上、仙丈ヶ岳から続く長大な仙塩尾根の南端に位置する。鉄兜にも似たドーム形の独特な山容で、遠方から眺めると独立峰のようなその山容が目立つ。
山頂は100 m足らずの距離を隔てて西峰と東峰に分かれ、標高は西峰が3,047 m、東峰が3,052 mである。東峰のほうが標高が高いが、三角点は西峰に設置されている（二等、基準点名「塩見山」）。山頂は見晴らしが良く、南アルプスのほとんどの山、木曽山脈（中央アルプス）、富士山などを望むことができる。山頂は伊那市の最高点である。
日本百名山、新日本百名山、信州百名山の一つに選定されている。

## 山名の由来
山名の由来は、山頂から駿河湾（潮）が見えるからという説や、山麓に塩の産地があるからという説がある。製塩作業の煙が山頂から見えたことに由来するという説もある。
山麓の大鹿村には、鹿塩（かしお）という集落と小渋川支流の鹿塩川・塩川という川があり、鹿塩温泉では天然塩水が湧き出し、明治時代には製塩施設が設置され各地に塩が出荷されていた。
1909年（明治42年）夏の小島烏水らの赤石岳縦走記録では間ノ岳（赤石の間ノ岳）と記載され、また三峰川上流の南荒川が源流であることから荒川岳とも呼ばれていた。その後大正初期になってから塩見岳が用いられるようになった。

## 環境
塩見岳は海底に堆積した泥や砂が隆起と褶曲によりできた南アルプスのほぼ中央に位置するが、区分としては南アルプス北部（三伏峠より北側）とされている。山の上部は森林限界の上にあり、そのハイマツ帯にはイワウメ、クルマユリ、クロユリ、シナノキンバイ、タカネグンナイフウロ、タカネビランジ、ツガザクラ、トウヤクリンドウ、ハクサンイチゲ、ミヤマキンポウゲ、ミヤマシシウドなどの高山植物が群生しており、ライチョウの生息地となっている。さらに下側は、針葉樹林が山腹を埋め尽くしている。静岡県側の周辺の山域は特種東海製紙の井川社有林となっていて、明治末期の頃からシラベ、トウヒ、ツガなどがパルプの原材料として切り出された。山頂は麓の標高約700 mの大鹿村下市場集落と比べて、標高差換算で約14℃気温が低い。このため、春遅くまで山頂で降雪することがある。
近年、鹿などの野生動物が三伏峠の上部まで上がってきて、ライチョウのエサとなる高山植物の若芽などを食べ尽くし、生態系を乱していることが問題となっている。地元の大鹿村では、鹿の食害対策として増えすぎた鹿を捕獲し、その肉を「大鹿ジビエ」の名で地域ブランド品としている。

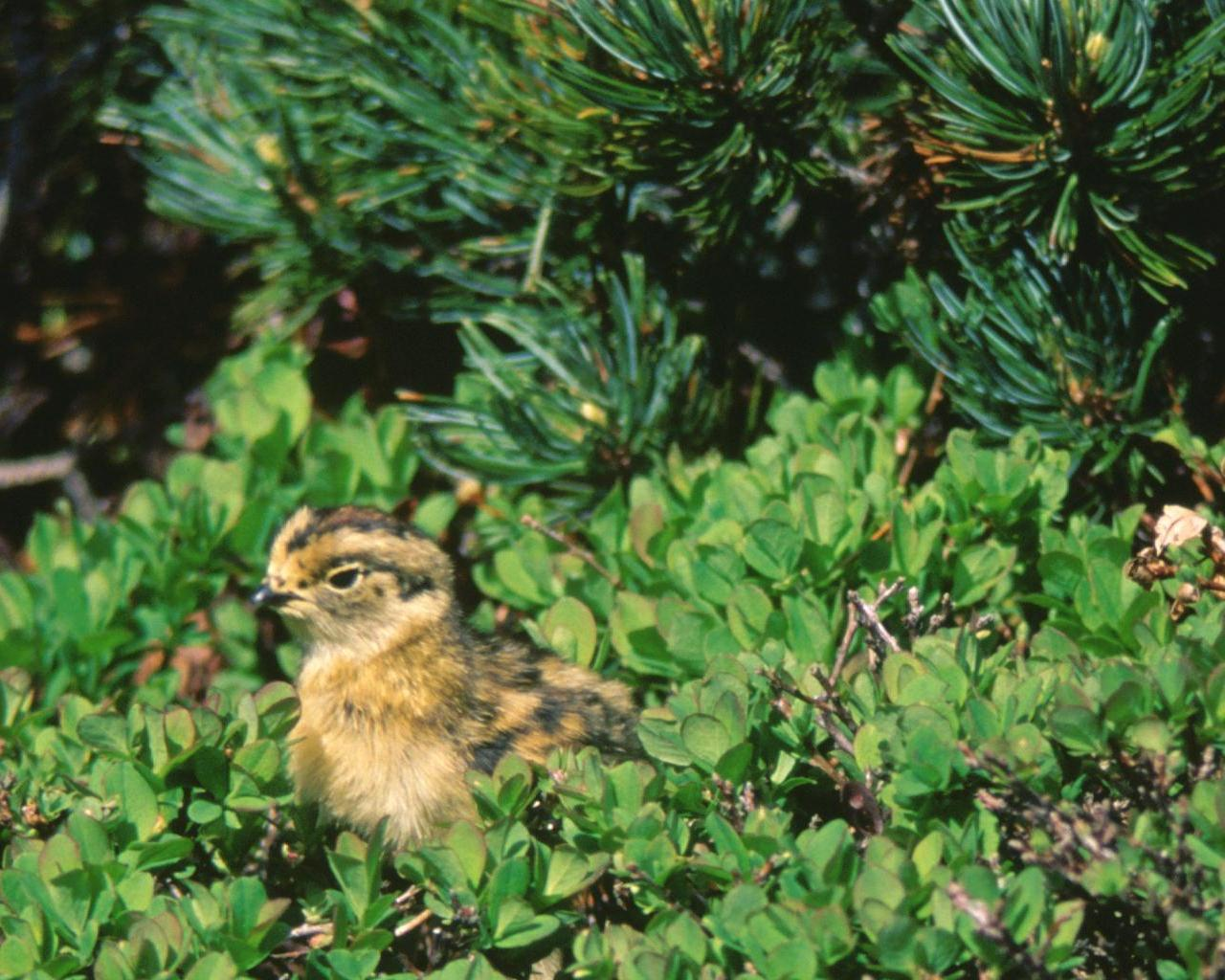
ハイマツ帯に生息するライチョウの雛
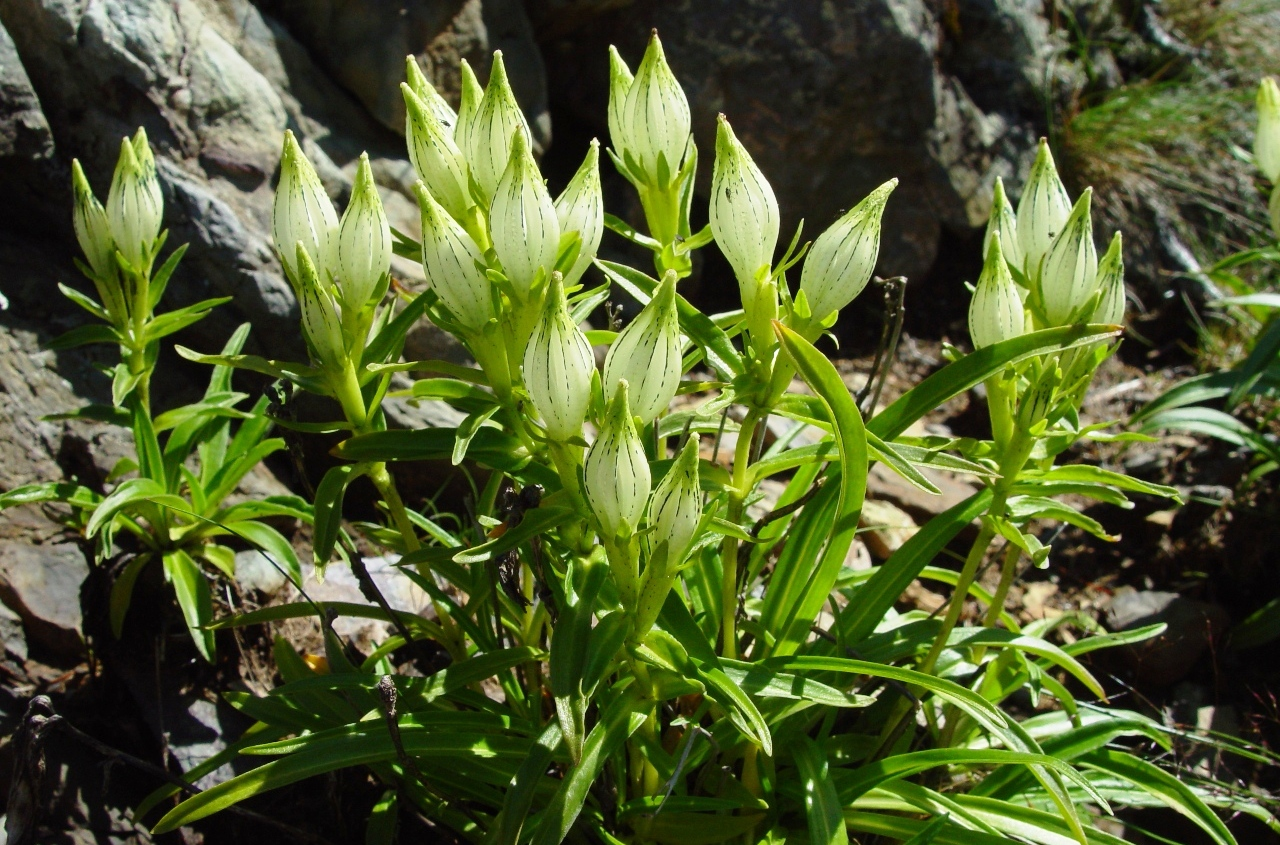
登山道の稜線などに分布するトウヤクリンドウ
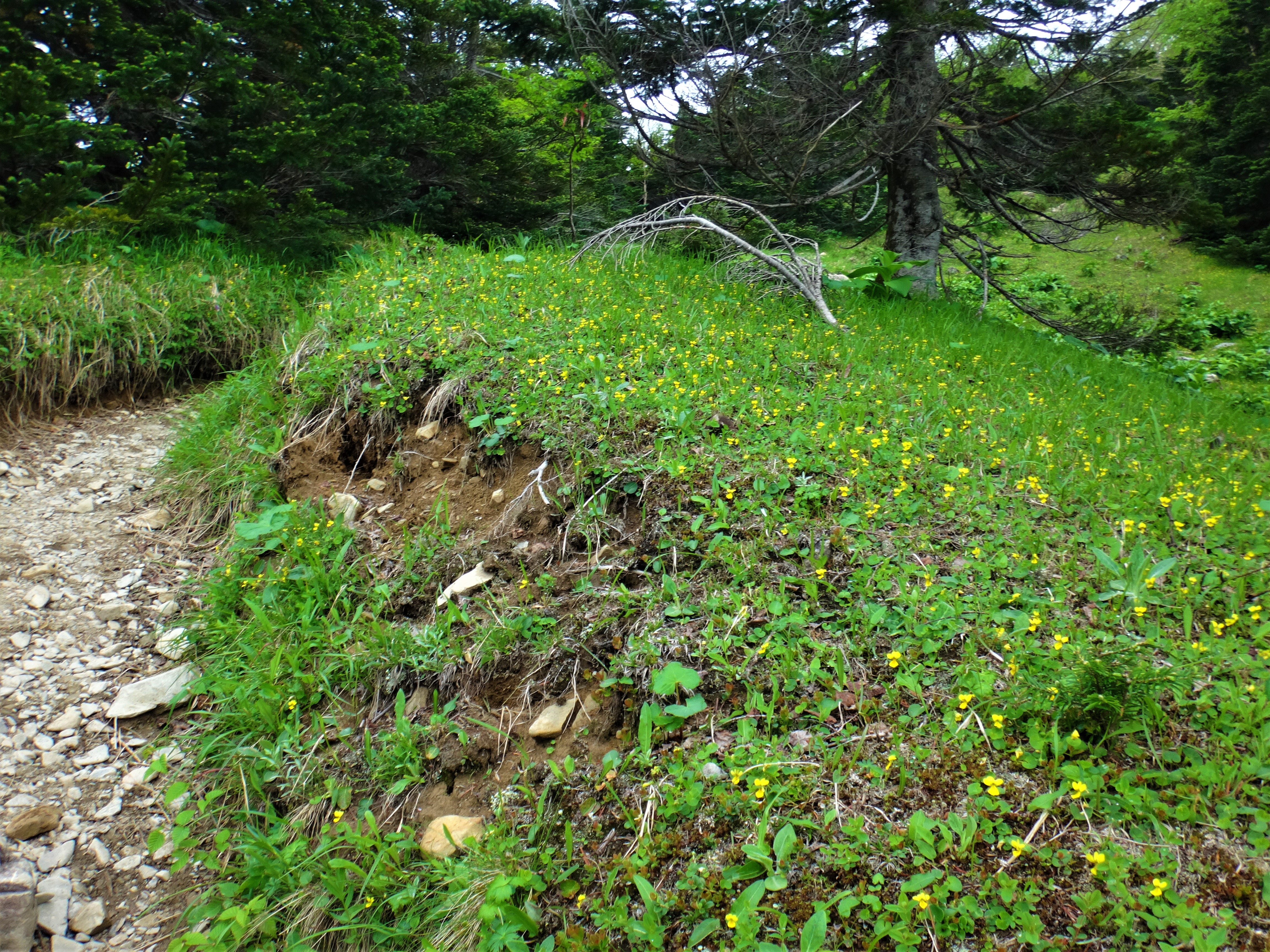
本谷山付近のキバナノコマノツメの群落
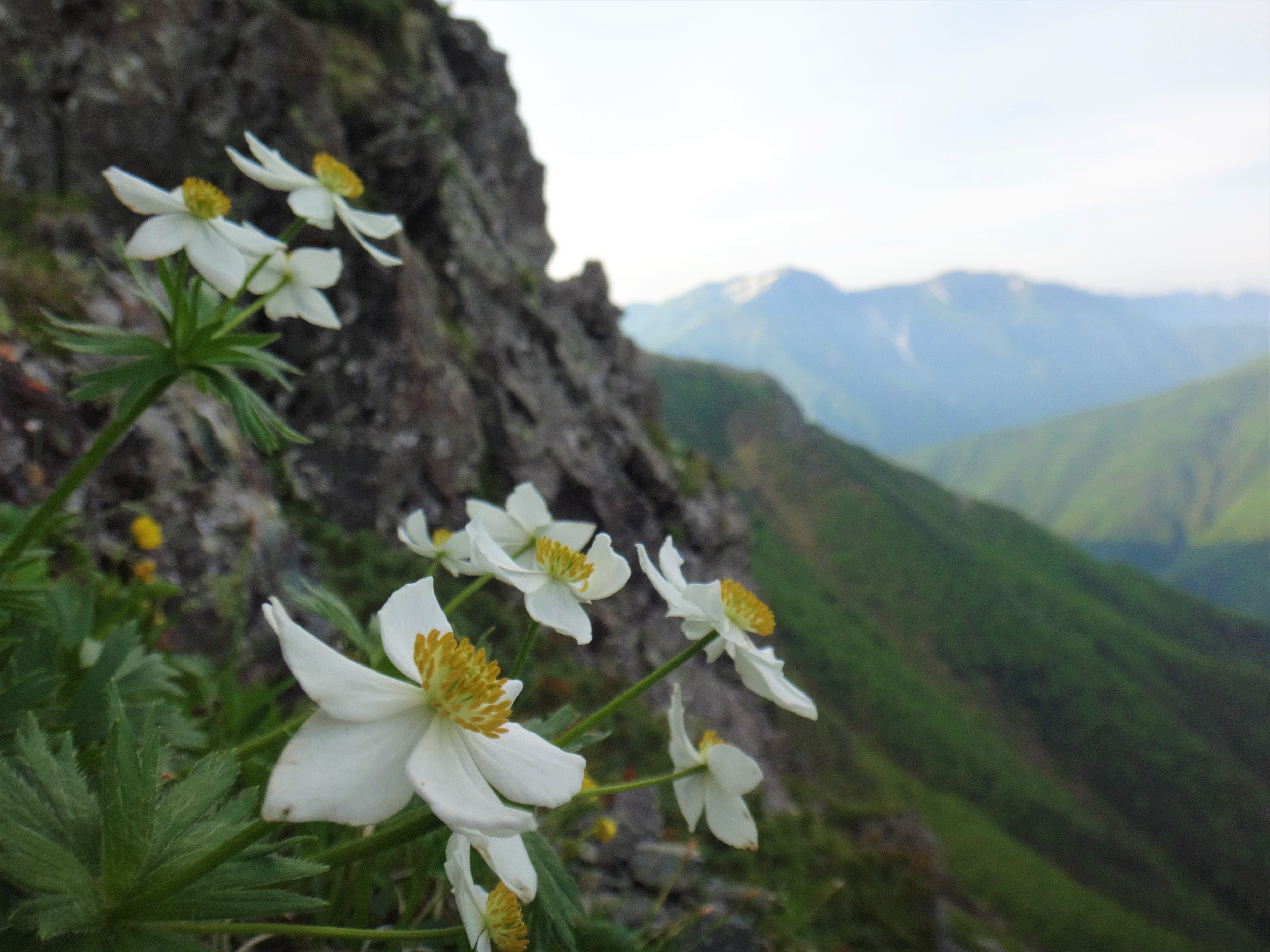
天狗岩のハクサンイチゲ
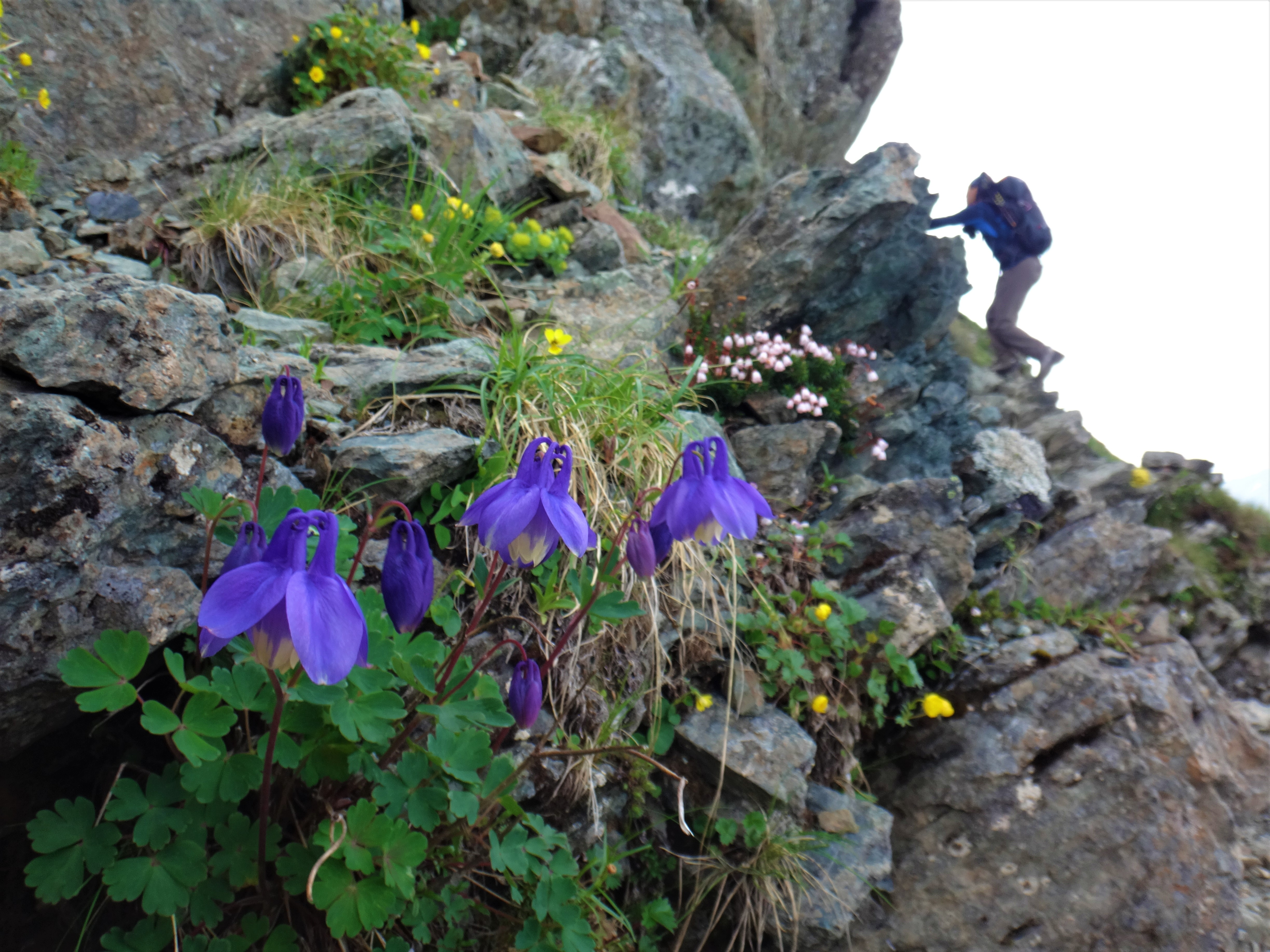
天狗岩のミヤマオダマキ
ミヤマダイコンソウ

## 歴史
- 1902年（明治35年）に、家中虎之介が測量のため登頂し、その後二等三角点が設置された[15][16]。
- 1917年（大正6年）7月21日に、慶應義塾大学山岳部の中條常七らが西山温泉から赤石岳縦走の際に登頂した[17]。
- 1918年（大正7年）に、木暮理太郎と武田久吉が、南アルプス北部を縦走し登頂した。
- 1935年（昭和7年）3月31日に、立教大学山岳部の奥平昌英らが北俣尾根から積雪期登頂した[5][17]。
- 1935年（昭和10年）に、鹿塩温泉の経営者である平瀬理太郎が三伏小屋を建設した[15][16]。
- 1960年（昭和35年）頃に、斎藤岩男が塩見小屋を開設した[10]。
- 1964年（昭和39年）6月1日に、南アルプス国立公園に指定された[3]。
- 1993年（平成5年）に、鳥倉林道が開通し、多くの登山者がこの林道終点の登山口から塩見岳へ登頂するようになった。それ以前は、塩川小屋からの登山道が多くの登山者に利用されていた。
- 1997年（平成9年）から、登山者増加に伴う水場の水質汚染などのため、塩見小屋ではキャンプ禁止となった。
- 2000年（平成12年）から、塩見小屋では地下浸透トイレを廃止し、ヘリコプター輸送による処理を行うようになった。

## 登山
1929年（明治42年）に、川田黙が三峰川側から登頂した。一般の登山者が登るようになったのは、1935年に三伏小屋が建設されて以降である。
一般的には、鳥倉林道からのルートを利用し、三伏峠を経由して山頂を往復することが多い。日帰りで往復する登山者もいる。長野県の山のグレーディングによれば、鳥倉林道からのルートの体力度は10段階中の「7」（1 - 2泊以上が適当）、技術的難易度は5段階中4番目の「D」（厳しい岩稜や不安定なガレ場、ハシゴ・くさり場、藪漕ぎを必要とする箇所、場所により雪渓や渡渉箇所がある）とされている。登山は6月中旬から10月上旬ごろまでの期間が適する。冬期には山頂直下北面の塩見岳バットレスが雪稜登攀の対象となる。
鳥倉林道ルート
鳥倉林道の終点に登山口があり、夏季限定登山バスの停留所が設置されている。一般車両が進入できるのは林道終点の約1.8 km手前に設置されている越路ゲートまでである。ゲート手前には登山者用駐車場とトイレが整備されており、すぐ近くの沢水が利用できる場合がある。
登山口を出発して最初のうちはカラマツ林の急坂であるが、その先は比較的勾配が緩やかになる。塩川小屋ルートとの合流点の付近には水場（湧水）がある。三伏峠で南アルプス縦走路と合流し、すぐ先に小さなピークの三伏山がある。いったん下り、再び登り返すと本谷山の山頂（標高2,657.91 m, 三等三角点、点名：黒川）がある。この南斜面や三伏峠周辺には、高山植物のお花畑が広がっている。本谷山からいったん下り、稜線の南側斜面をトラバースしながら進んでいくと、稜線に出た先で北西の大曲がりからの塩見新道ルートに合流する。その先の前衛の小ピークにある塩見小屋からいったん下り、天狗岩と呼ばれる急な岩場を登っていくと、塩見岳の西峰に至り、さらにそのすぐ先には東峰がある。
塩川小屋ルート
国道152号の鹿塩から塩川沿いの道路を進み、道路終点にある塩川小屋から登山道に入る。約1.5 km塩川沿いに進むと尾根の取り付きがあり、急な登りが延々と続きやがて鳥倉林道からのルートと合流する。2022年時点で、塩川小屋手前で道路崩落のため徒歩も含めて通行止めとなっており、塩川小屋も休業している。通行止めになるまでは、冬期によく利用されるコースであった。
塩見新道ルート
1985年（昭和60年）地元の長谷村（現・伊那市長谷）により開設された長野県側の三峰川林道の大曲からのルート。塩見小屋の手前で南アルプスの縦走路に合流する。2010年（平成22年）7月17日に、伊那市長谷杉島（塩平地籍）において崩落があり、三峰川林道が通行止めとなった。これ以降この登山道にアクセスできなくなったため、荒廃が進んでいる。
蝙蝠尾根ルート
南東の二軒小屋ロッヂから徳右衛門岳（とくえもんだけ）と蝙蝠岳を経由した尾根上のルート。登山者が少なく踏み跡が薄い。
縦走ルート
南アルプスの主稜線に沿った登山道があり、南の小河内岳・荒川岳方面から、または北の仙塩尾根・白峰三山方面から縦走する場合に通過する。
積雪期のルート
本谷山と塩見小屋の間は、夏山期間中に歩かれる南斜面トラバース道の代わりに、稜線上を歩く。

### 周辺の山小屋

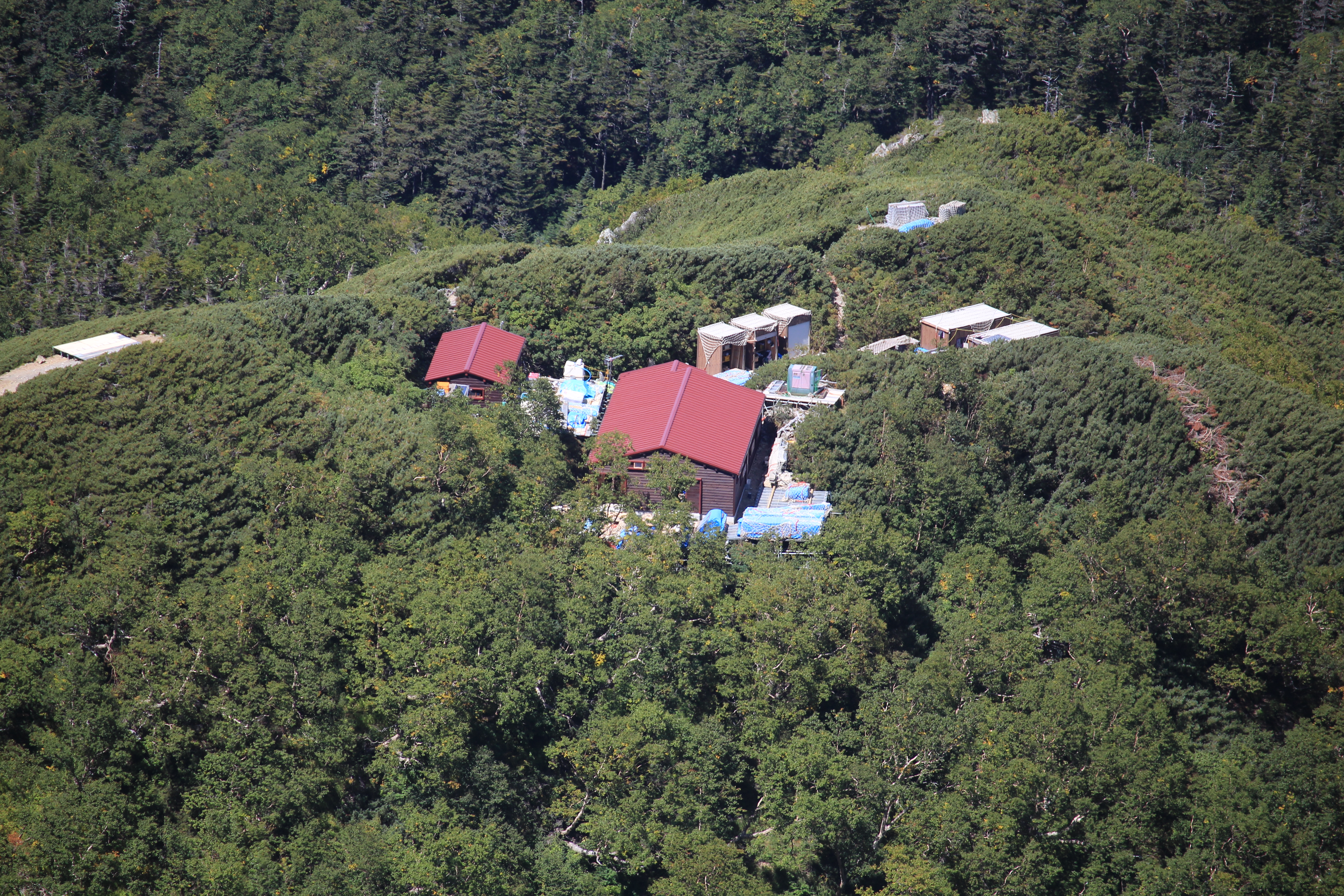
塩見岳山頂部から望む塩見小屋

登山道の要所には複数の山小屋が登山シーズン中に開設されている。塩見小屋が山頂に最も近い山小屋で、完全予約制となっている。南アルプスの大部分の山小屋では、営業期間外は緊急避難用として施設の一部が開放されている。
| 画像 | 名称             | 所在地                    | 標高 (m) | 塩見岳からの 方角と距離 (km) | 収容 人数 | キャンプ 指定地 | 備考                                                |
| ---- | ---------------- | ------------------------- | -------- | ---------------------------- | --------- | --------------- | --------------------------------------------------- |
|      | 熊の平小屋       | 仙塩尾根井川越の南西300 m | 2,580    | 北北東 6.7                   | 70        | テント25張      | 5人以上要予約 水場あり                              |
|      | 塩見小屋         | 塩見岳の西                | 2,760    | 北西 0.9                     | 50        | なし            | 当山最寄りの山小屋、要予約 水場あり（小屋から15分） |
|      | 三伏峠小屋       | 三伏峠                    | 2,610    | 西南西 4.2                   | 150       | テント20張      | 水場あり（小屋から10分）                            |
|      | 塩川小屋         | 塩川土場                  | 1,340    | 西 6.7                       | 70        | テント20張      | 休業中                                              |
|      | 小河内岳避難小屋 | 小河内岳東の山頂直下      | 2,780    | 南南東 4.8                   | 10        | なし            | 水場なし                                            |
|      | 二軒小屋ロッヂ   | 東俣林道終点二軒小屋      | 1,400    | 南東 10.1                    | 38        | あり            | ロッヂ（本館・新館）と登山者用小屋、水場あり        |

かつては三伏峠から下っていった三伏沢沿いに三伏小屋があったが、環境保全のため2003年に閉鎖された。

### 交通・アクセス
JR東海飯田線伊那大島駅の東24.6 km、中央自動車道松川インターチェンジの東27.1 kmに位置する。
長野県側（鳥倉林道）
公共交通機関利用の場合、伊那大島駅が最寄りの駅である。そこから夏季の限定期間（7月中旬 - 8月下旬）のみ、バス（大鹿村が伊那バスに運行を委託）で鳥倉林道終点の「鳥倉登山口」まで行くことができる。1日2往復であり、始発は伊那大島駅から、次発は松川インターチェンジ前から運行される。2005年（平成17年）までは、塩川小屋のある「塩川土場」行きのバスが運行されていた。
マイカー利用の場合、松川インターチェンジが最寄りのインターチェンジである。
長野県側（塩見新道）
マイカー利用の場合、中央自動車道駒ヶ根インターチェンジまたは伊那インターチェンジが最寄りのインターチェンジである。登山口近くで利用できる公共交通機関はなく、駅かバス停からのタクシー利用となる。
静岡県側（蝙蝠尾根）
公共交通機関利用の場合、静岡駅から畑薙第一ダム行きのバスが利用できる。畑薙第一ダムからは、特種東海フォレストが運営する山小屋の利用者のみ、二軒小屋ロッヂまで送迎バスを利用することができる。
マイカー利用の場合、新東名高速道路新静岡インターチェンジが最寄りのインターチェンジである。一般車両が進入できるのは畑薙第一ダムの先にある沼平ゲートまでで、その先の東俣林道は通行できないため、指定された駐車場を利用することになる。また畑薙第一ダムまでの県道は、土砂崩れなどで通行止めとなる場合がある。
山梨県南巨摩郡早川町新倉の先の登山道から、伝付峠を越えて、二軒小屋の登山口へ入山することもできる。

## 地理
南アルプスの主稜線上にあり、北側には安倍荒倉岳、新蛇抜山、北荒川岳がある。山頂直下の東側からは、北俣岳、蝙蝠岳、徳右衛門岳を経て二軒小屋ロッヂへ尾根が延びる。山頂からは塩見小屋と権右衛門山を経て三峰川林道へ延びる塩見新道の尾根がある。西側の本谷山からは、入山や二児山を経て北北西に尾根が長く延びる。南側には北俣尾根が延びる。

### 周辺の主な山

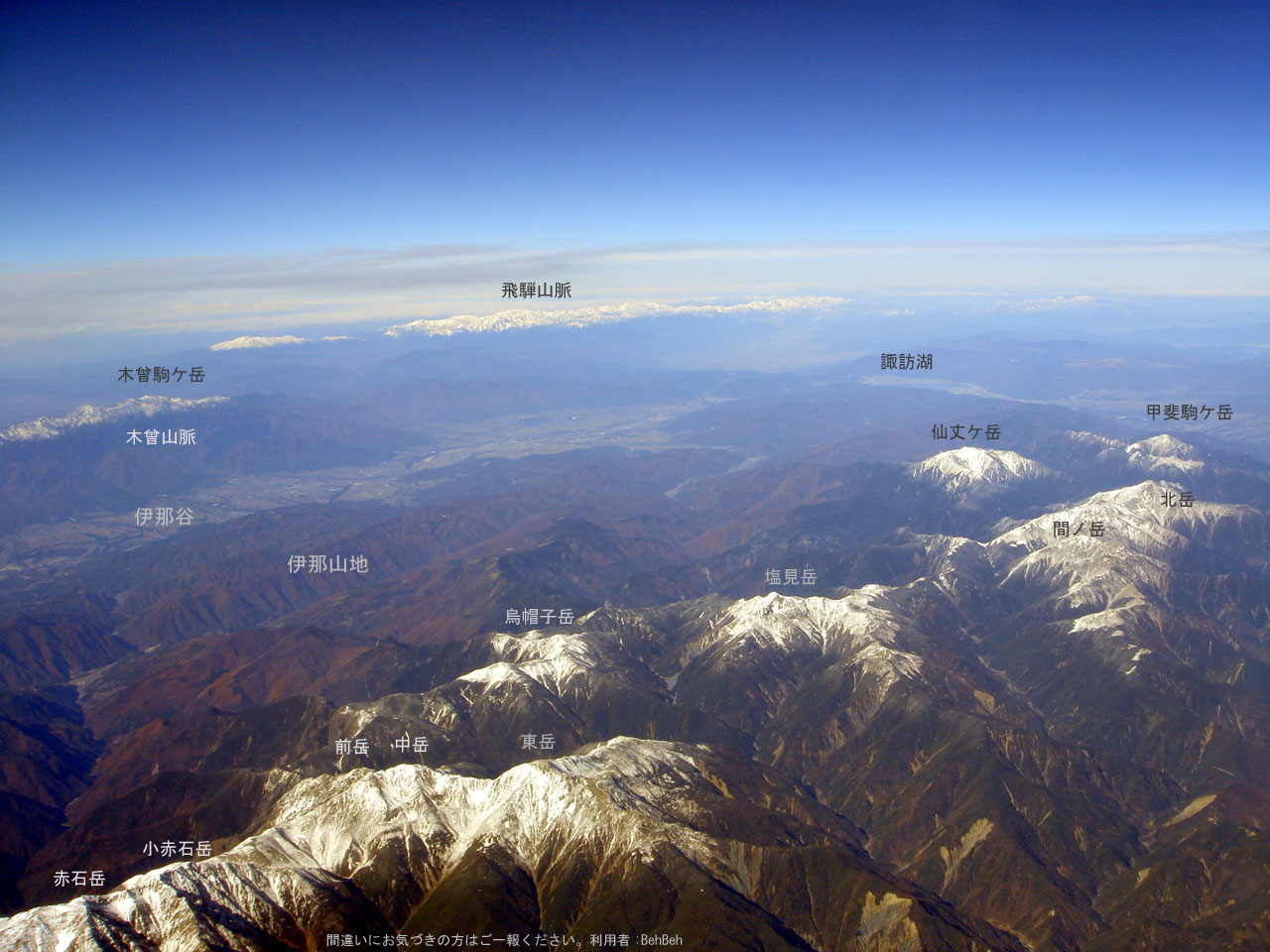
上空から望む塩見岳周辺の山

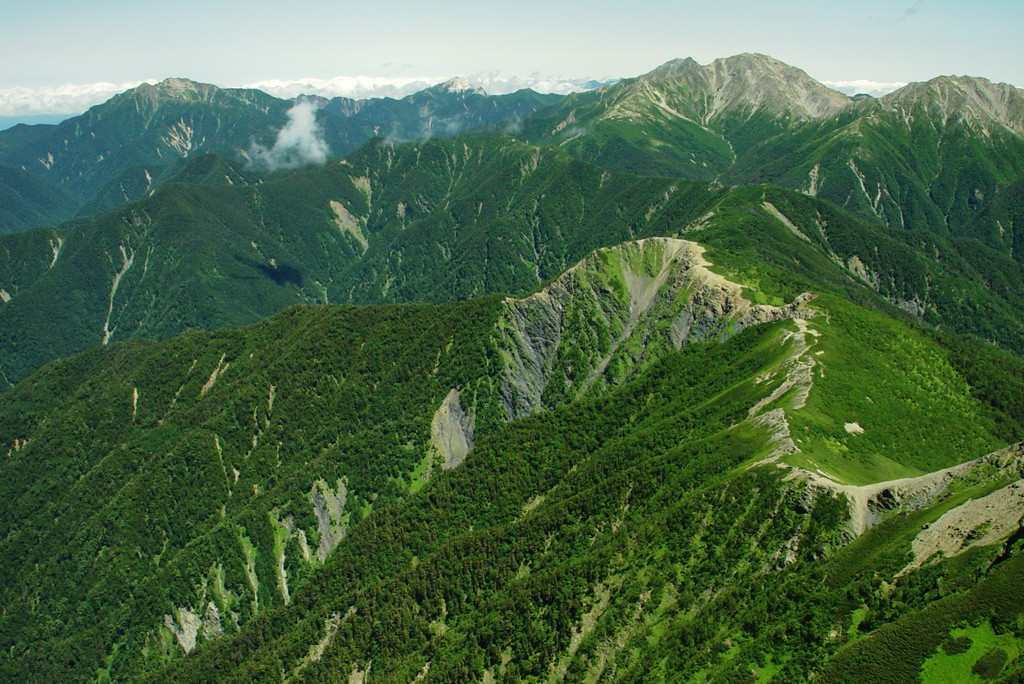
塩見岳から望む南アルプス北部の山並み

| 山容 | 山名       | 標高 (m) | 三角点等級 基準点名 | 塩見岳からの 方角と距離 (km) | 備考                |
| ---- | ---------- | -------- | ------------------- | ---------------------------- | ------------------- |
|      | 木曽駒ヶ岳 | 2,955.86 | 一等 「信駒ケ岳」   | 北西 41.8                    | 日本百名山          |
|      | 仙丈ヶ岳   | 3,032.56 | 二等 「前岳」       | 北 16.2                      | 日本百名山 仙塩尾根 |
|      | 間ノ岳     | 3,189.13 | 三等 「相ノ岳」     | 北北東 9.0                   | 日本百名山          |
|      | 農鳥岳     | 3,025.90 | 二等 「農鳥山」     | 北東 7.2                     | 日本二百名山        |
|      | 塩見岳     | 3,052    |                     | 0                            | 日本百名山          |
|      | 蝙蝠岳     | 2,864.69 | 三等 「中俣」       | 南東 3.8                     |                     |
|      | 烏帽子岳   | 2,726    |                     | 南西 3.5                     |                     |
|      | 小河内岳   | 2,801.56 | 二等 「小河内」     | 南西 4.8                     |                     |
|      | 悪沢岳     | 3,141    |                     | 南 8.1                       | 日本百名山          |

### 源流の河川
当山が源流となる以下の河川は、太平洋へ流れる。
- 大井川西俣は、当山の南斜面に発する。
- 三峰川（天竜川水系）の支流である南荒川は、当山の北斜面に発する。北北西28.2 kmには、美和湖がある。

## 塩見岳の山容と風景

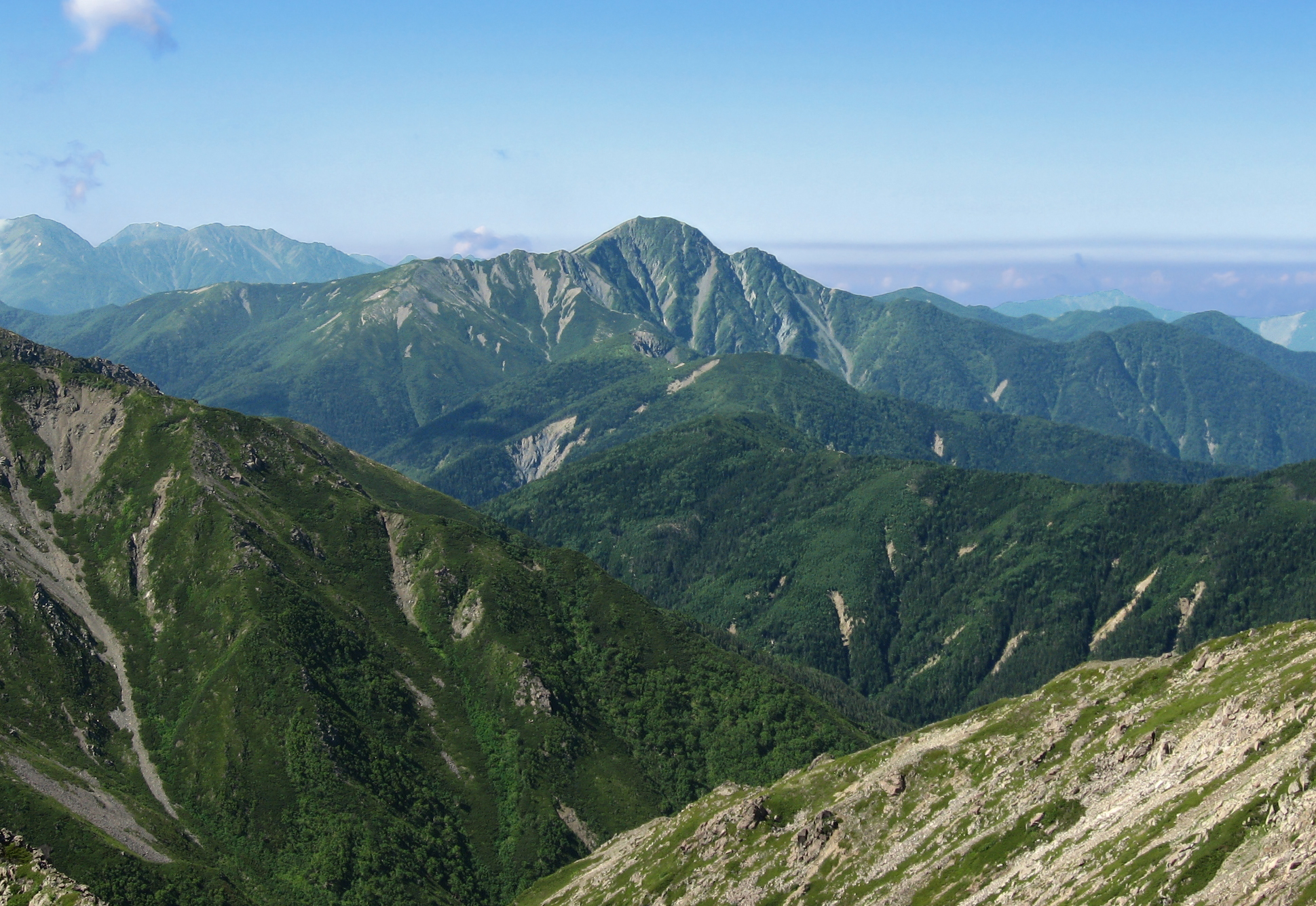
間ノ岳から望む塩見岳
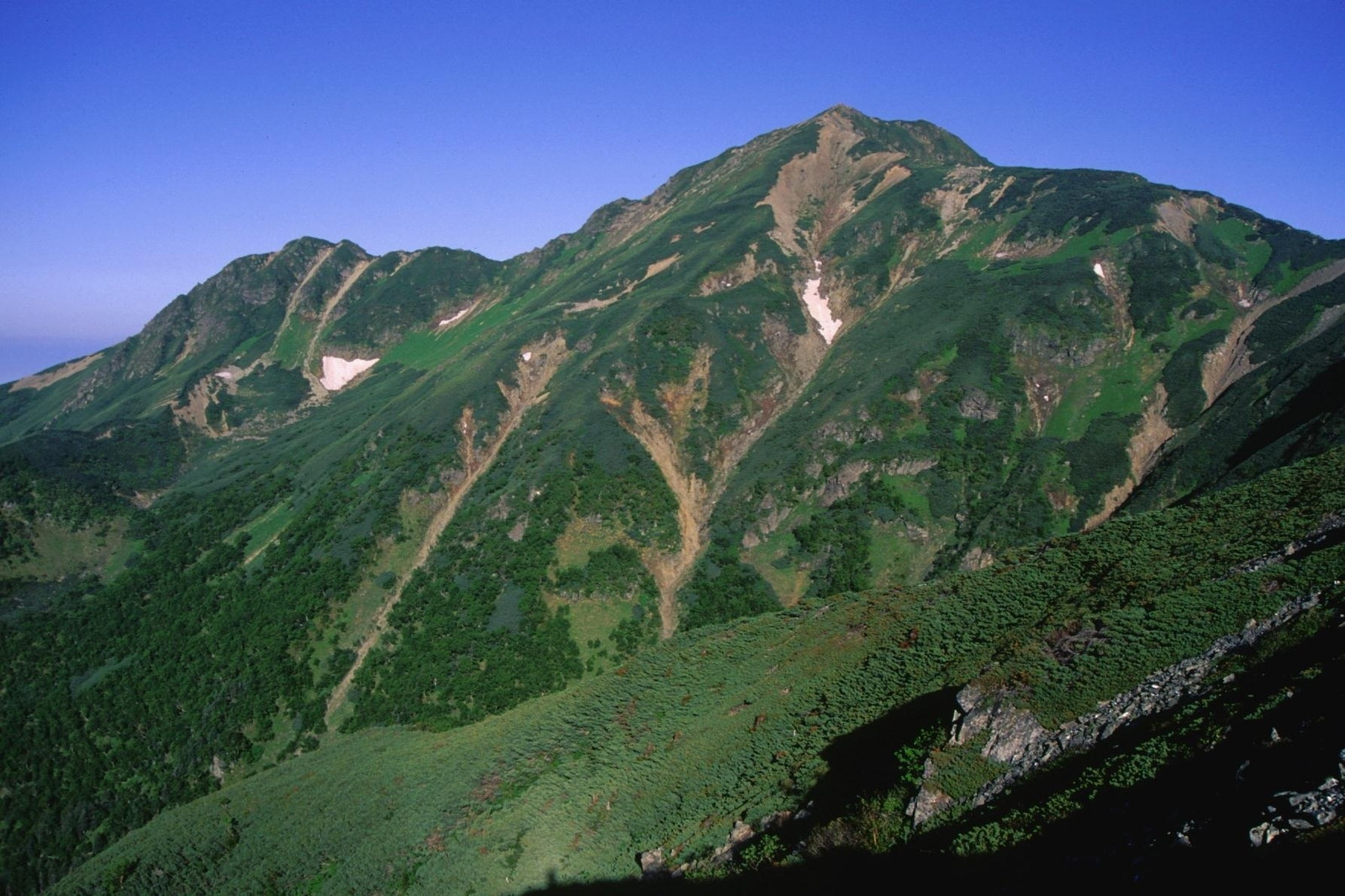
蝙蝠岳から望む塩見岳
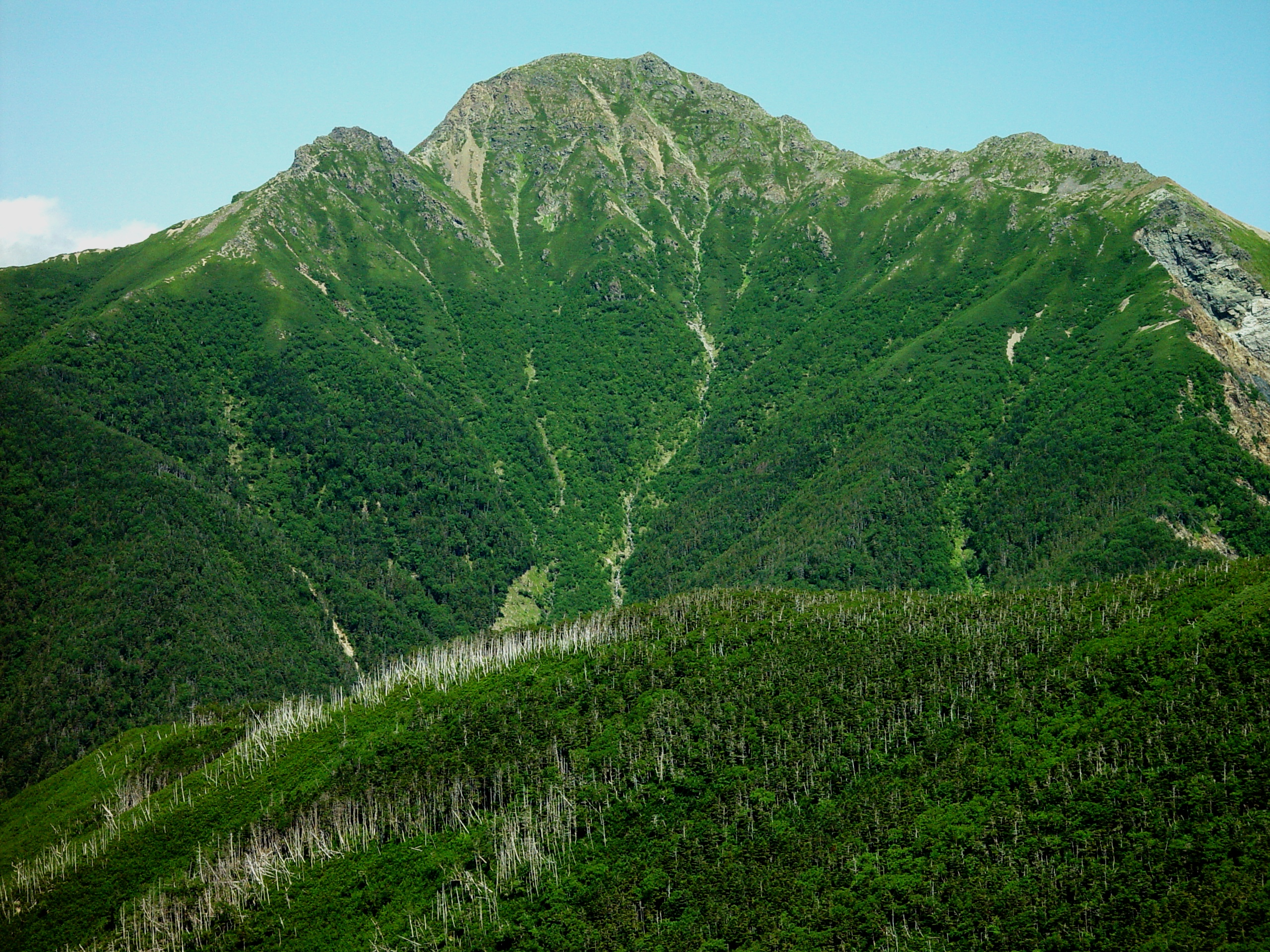
三伏峠方面から望む塩見岳
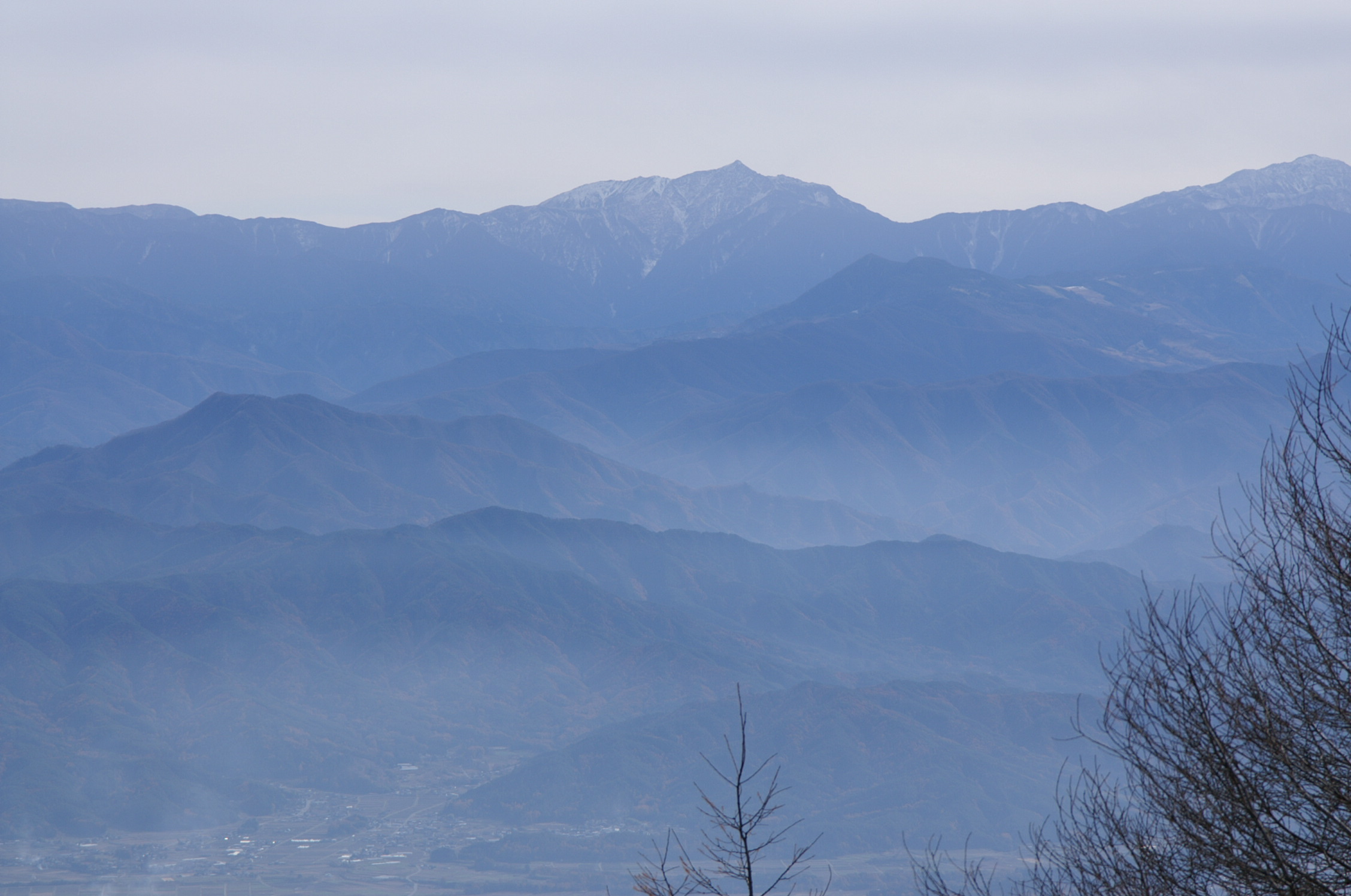
経ヶ岳八合目から望む塩見岳

## 関連図書
- 『ヤマケイ アルペンガイド 南アルプス』山と溪谷社、ISBN 978-4-635-01358-1
- 『日本百名山地図帳 2008年版』山と溪谷社、ISBN 978-4-635-53055-2
- 『東海・北陸の200秀山 下（東海・信州編）』中日新聞社、ISBN 978-4-8062-0599-9